# Abronia fuscolabialis
Espèce
Synonymes
- Gerrhonotus fuscolabialis Tihen, 1944
- Abronia kalaina Good & Schwenk, 1985

Statut de conservation UICN

 EN B1ab(iii) : En danger
Abronia fuscolabialis est une espèce de sauriens de la famille des Anguidae.

## Répartition
Cette espèce est endémique d'Oaxaca au Mexique.

## Publication originale
- Tihen, 1944 : A new Gerrhonotus from Oaxaca. Copeia, vol. 1944, no 2, p. 112-115.